# 球穗三棱草
球穗三棱草（學名：Bolboschoenus maritimus subsp. affinis）是莎草科三稜草屬多年生草本植物，分布于中国大陆（甘肃、内蒙古、宁夏、青海、新疆）、台湾以及中亚、南亚、西南亚等地。